# Protoglobobulimina
Protoglobobulimina es un género de foraminífero bentónico de la familia Buliminidae, de la superfamilia Buliminoidea, del suborden Buliminina y del orden Buliminida. Su especie tipo es Bulimina pupoides. Su rango cronoestratigráfico abarca desde el Tortoniense (Mioceno medio) hasta la Actualidad.

## Discusión
Clasificaciones previas incluían Protoglobobulimina en el suborden Rotaliina del orden Rotaliida.

## Clasificación
Protoglobobulimina incluye a las siguientes especies:
- Protoglobobulimina nescia
- Protoglobobulimina pupoides, también aceptado como Praeglobobulimina pupoides